# The 30th Anniversary Concert Celebration
The 30th Anniversary Concert Celebration är ett livealbum av Bob Dylan som släpptes den 24 augusti 1993, då han firade 30-årsjubileum som skivartist. Inspelningarna gjordes den 16 oktober 1992 i Madison Square Garden i New York av Bob Dylan jämte en mängd superartister med Bob Dylans låtar. Husbandet vid konserten består av  Booker T. Jones, Donald "Duck" Dunn, Steve Cropper och Anton Fig.

## Spellista
Låtarna skrivna av Bob Dylan.

### CD 1
1. "Like a Rolling Stone"  John Cougar Mellencamp – 6:53
2. "Leopard-Skin Pill-Box Hat"  John Cougar Mellencamp – 4:20
3. "Introduction by Kris Kristofferson" – 0:55
4. "Blowin' in the Wind"  Stevie Wonder – 8:53
5. "Foot of Pride" Lou Reed – 8:47
6. "Masters of War"  Eddie Vedder och Mike McCready – 5:06
7. "The Times They Are a-Changin'"  Tracy Chapman – 3:01
8. "It Ain't Me, Babe"  June Carter Cash och Johnny Cash – 3:50
9. "What Was It You Wanted?"  Willie Nelson – 5:47
10. "I'll Be Your Baby Tonight"  Kris Kristofferson – 3:04
11. "Highway 61 Revisited"  Johnny Winter – 5:05
12. "Seven Days"  Ronnie Wood – 5:26
13. "Just Like a Woman"  Richie Havens – 5:50
14. "When the Ship Comes In"  The Clancy Brothers och Robbie O'Connell med speciell gäst Tommy Makem – 4:23
15. "You Ain't Goin' Nowhere"  Mary Chapin Carpenter, Rosanne Cash och Shawn Colvin – 3:52

### CD 2
1. "Just Like Tom Thumb's Blues"  Neil Young – 5:38
2. "All Along the Watchtower"  Neil Young – 6:20
3. "I Shall Be Released"  Chrissie Hynde – 4:26
4. "Don't Think Twice, It's All Right"  Eric Clapton – 6:09
5. "Emotionally Yours"  O'Jays – 5:43
6. "When I Paint My Masterpiece"  The Band – 4:23
7. "Absolutely Sweet Marie"  George Harrison – 4:43
8. "License to Kill"  Tom Petty & the Heartbreakers – 4:52
9. "Rainy Day Women No. 12 & 35"  Tom Petty & the Heartbreakers – 4:44
10. "Mr. Tambourine Man"  Roger McGuinn with Tom Petty & the Heartbreakers – 4:10
11. "It's Alright, Ma (I'm Only Bleeding)"  Bob Dylan – 6:21
12. "My Back Pages"  Bob Dylan, Roger McGuinn, Tom Petty, Neil Young, Eric Clapton, George Harrison – 4:39
13. "Knockin' on Heaven's Door"  Alla – 5:38
14. "Girl from the North Country"  Bob Dylan – 5:12